# Marissa Cooper
Marissa "Coop" Cooper (1988 - 18 mei 2006), gespeeld door actrice Mischa Barton, is een personage uit de televisieserie The O.C..

## Seizoen 1
Marissa is de rijke dochter van Jimmy en Julie Cooper en woont in Newport Beach. Ze heeft een jongere zus, Kaitlin. Haar vader raakt bankroet als hij aan fraude doet. Ook maakt ze het uit met Luke Ward, als hij vreemdgaat met Marissa's goede vriendin Holly Fischer. Ze raakt gedeprimeerd en ontwikkelt een drugs- en alcoholverslaving. Op de avond dat ze erachter komt dat Luke vreemdgaat, neemt ze een overdosis pillen in, dit speelt zich af in Tijuana. Haar vrienden Ryan Atwood, Summer Roberts en Seth Cohen redden haar leven.
Marissa had gedurende het seizoen een knipperlichtrelatie met Ryan, meestal onderbroken door andere jongens, waaronder Luke en Oliver Trask. Later bleek dat Oliver een obsessie had voor Marissa en ook psychische problemen had.
Haar moeder had rond deze tijd een relatie met Caleb Nichol, Kirsten Cohens vader. Toen hij het uitmaakte, begon Julie een affaire met Luke. Marissa kwam hierachter en rende boos weg van huis. Ze dook onder in Chino, bij Ryans ex-vriendin Theresa Diaz.
Julie werd hier erg verdrietig om. Caleb, de meest machtige en controversiële man van Newport, chanteerde Marissa in het terug verhuizen naar Newport.
Toen Ryan, met wie ze inmiddels weer een relatie had, erachter kwam dat Theresa zwanger was en dat Ryan waarschijnlijk de vader was, besloot hij terug te verhuizen naar Chino om Theresa bij te staan. Hierdoor eindigde relatie opnieuw en begon Marissa uit depressie weer te drinken.

## Seizoen 2
Marissa ontwikkelde opnieuw een alcoholverslaving en was meer gedeprimeerd dan ooit. Ze kreeg een relatie met tuinman D.J., waardoor Ryan, die weer terug was in Newport, zijn kansen voorgoed zag oplossen in het niets.
Marissa probeerde dit seizoen het leven van haar moeder zo zuur mogelijk te maken. Ze kon het haar niet vergeven voor wat ze had gedaan met Luke. Ze begon een relatie met Alex Kelly, de ex-vriendin van Seth, om het haar moeder zo moeilijk mogelijk te maken. Ze woonde ook tijdelijk bij Alex.
Haar relatie met haar moeder verbeterde wel tijdens het seizoen, net zoals haar relatie met Ryan. Ze hielp hem toen zijn broer Trey in Newport kwam logeren. Trey kreeg echter het idee dat Marissa op hem verliefd was geworden en probeerde haar te verkrachten.
Toen Ryan hierachter kwam, ging hij naar Trey om hem te confronteren. Marissa kwam ook langs, omdat ze bang was dat er gewonden vielen. Toen ze binnenkwam, ging het er erg slecht aan toe met Ryan. Trey probeerde hem te vermoorden, waardoor Marissa een pistool pakte en Trey neerschoot...

## Seizoen 3
Trey lag, door het schot, twee maanden lang in coma. Toen hij bijkwam kocht Julie hem om, om Ryan vervolgens de schuld te geven, zodat Marissa's toekomst niet in gevaar zou komen. Toen Marissa hierachter kwam, dwong ze Trey de waarheid te zeggen. Marissa kreeg geen straf, omdat ze het uit zelfverdediging gedaan had.
Ondertussen werd er op school een campagne gehouden tegen Marissa en Ryan. Toch werd alleen Marissa van de school, Harbor School, verwijderd. Ze ging vervolgens naar het openbaar onderwijs, Newport Union. Hier ontmoette ze Johnny Harper. Ze raakten bevriend. Toch begon Johnny meer te voelen voor Marissa. Zij kon zijn liefde niet beantwoorden, wegens haar relatie met Ryan. Johnny werd die avond dronken en viel van een klif. Marissa, Ryan en Kaitlin waren hier getuige van en probeerden hem te behoeden voor zijn dood.
Marissa ging opnieuw achteruit en nadat Ryan het met haar had uitgemaakt, werd ze rebels. Zo kreeg ze een relatie met Kevin Volchok, een 25-jarige drugsverslaafde. Niet veel later kreeg ze ook ruzie met Summer en begon ze cocaïne te snuiven en ontwikkelde de zoveelste alcoholverslaving. Ook spijbelde ze meer dan dat ze naar school kwam. Als ze ontdekt dat hij vreemdgaat, pikt ze haar normale leven terug op.
Volchok wil echter wraak en als ze met Ryan in de auto zit, probeert hij hen van de berg af te duwen wat uiteindelijk ook lukt. De auto gaat over kop en Ryan haalt Marissa uit de brandende auto. Maar als hij hulp wil halen, vraagt ze Ryan bij haar te blijven en ze overlijdt een paar minuten later in zijn armen.